# Tidiani Koné
Pour les articles homonymes, voir Koné.
Tidiani Koné est un musicien saxophoniste malien, né en 1926 à Sansanding (Région de Ségou, Mali) et mort en février 2001.

## Biographie
Tidiani Koné a d’abord joué des instruments traditionnels comme le n’goni et la flûte traditionnelle avant de devenir saxophoniste dans les années 1960 en intégrant l’orchestre de San.
En 1969, le chef de gare de la station de train de Bamako, Aly Diallo, demande à Tidiani Koné de monter un groupe pour la gare. Tidiani Koné réunit les membres du Dar Band, ainsi que Salif Keita qu'il a repéré peu de temps auparavant, et fonde en 1970 le Rail Band de Bamako, le célèbre orchestre du buffet de la gare de Bamako. Mory Kanté rejoint le groupe en 1971. En 1978, Tidiani Koné revient dans sa région natale de Ségou où il encadre le Biton de Ségou.
Tidiani Koné jouait de nombreux instruments à la perfection (guitare, trompette Koni(violon africain), clarinette, tumba).
Tidiani est un grand troubadour malien, aucun bien matériel n'a réussi à le fixer plus de 18 mois au même endroit.